# Сойгин, Михаил Фёдорович
Михаил Фёдорович Сойгин (2 июня 1918, Труслейка, Симбирская губерния — 1995, Санкт-Петербург) — советский военнослужащий, контр-адмирал.

## Биография

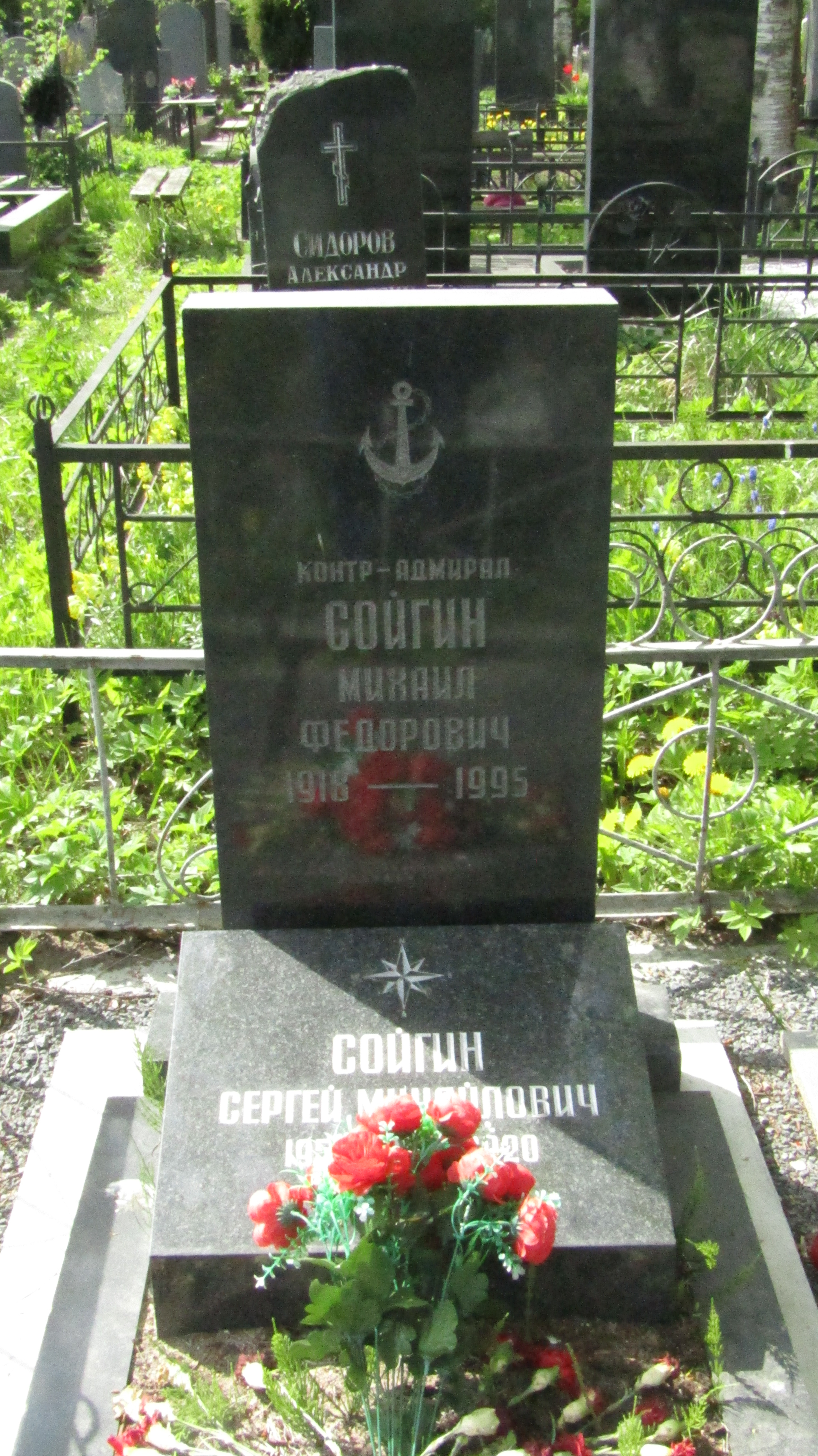
Могила Сойгина М.Ф. Серафимовское кладбище, Санкт-Петербург.

Родился 2 июня 1918 года в селе Труслейка (ныне — в Инзенском районе).
В 1941 году окончил Высшее военно морское инженерное училище имени Ф. Э. Дзержинского, а в 1952 году — Военно-морскую академию. Сойгин Михаил Фёдорович специализировался в области судовых энергетических установок, доктор технических наук (1968), профессор (1970), заслуженный деятель науки и техники РСФСР (1979), контр-адмирал (1972) В 1947—1949 годах — командир электромеханической боевой части лидера эскадренных миноносцев «Баку» эскадры кораблей Северного флота. В 1952—1983 годы — преподаватель, старший преподаватель, заместитель начальника кафедры, начальник кафедры ядерных энергетических установок Военно-морской академии.
В годы Великой Отечественной войны командовал электромеханической боевой частью тральщика ТЩ 897, был командиром машинно-котельной группы гвардейского эскадренного миноносца «Гремящий», командиром электромеханической боевой части эскадренного миноносца «Громкий» Северного флота. Награждён орденами Красного Знамени, Отечественной войны 1-й и 2-й степени, двумя орденами Красной Звезды, орденом «За службу Родине в Вооружённых Силах СССР» 3-й степени, медалями.
Выпуск маркированного конверта приурочили к столетнему юбилею контр-адмирала.

## Память
В г. Инза в его честь названа улица.
- Почётный гражданин города Инза.
- В 2018 году Министерство связи России выпустило ХМК — «Ульяновская область. Сойгин Михаил Фёдорович, контр-адмирал»[1].

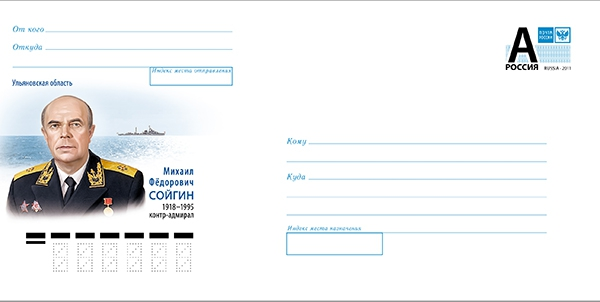
ХМК РФ, 2018. контр-адмирал М. Ф. Сойгин.